# Новий Торг
Новий Торг, або Новий Тарг (пол. Nowy Targ, нім. Neumarkt, словац. Nový Targ) — місто в південній Польщі, на річці Дунаєць. Адміністративний центр Новоторзького повіту Малопольського воєводства. Неофіційна столиця регіону Підгалля.

## Географія
Місто є неофіційною столицею регіону Підгалля. Розташоване в Дунаєцькій (Новоторзькій) долині, яка має пагорбкуватий характер.

## Історія
Є одним з найстарших міст долини Татр. Одним з перших поселень у цій місцевості було Цло Старе (пол. Cło stare), засноване поблизу митного посту на дорозі до Угорщини. Початки міста пов'язані із заснуванням римо-католицького монастиря цистерціанців, які стали власниками земельної ділянки в селі Щижиц (пол. Szczyrzyc). Абат монастиря Петро, ймовірно, 1252 року отримав від краківського і сандомирського князя Болеслава V Сором'язливого привілей, який надавав право заснувати нове місто під назвою Новий Тарг на німецькому праві над річкю Дунаєць на земельній ділянці — власності монастиря. Нове місто отримувало 100 ланів землі, абат монастиря отримав право вибирати війта з-поміж міщан. Для охорони нового міста й свого монастиря ченці сприяли будівництва невеликого замку під назвою Шафляри (пол. Szaflary, нім. Schefflary). Через невідомі причини король Казімеж III у 1346 році видав новий локаційний привілей для міста.
За часів першої Речі Посполитої місто центром негродового Новоторзького староства.
Під час Другої світової війни в місті діяв Український допомоговий комітет.
До 1946 р. східна частина Новоторзького повіту належала до української національної території (найбільше на захід висунена частина Лемківщини): на 2 300 мешканців було 2 200 українців (4 села, з них найбільше — Шляхтова).

## Релігія
Ще до 1343 року в місті заснували латинську парафію. Є кілька парафій Римо-католицької церкви в Польщі (зокрема Найсвятішого серця Ісусового (пол. Parafia Najśw. Serca Pana Jezusa)).

### Культові споруди
Ще до 1343 року в місті збудували мурований костел.
Нині в центральній частині міста і його дільницях діють:
- Костел Найсвятішого серця Ісусового (Kościół Najświętszego Serca Pana Jezusa, al. Tysiąclecia 39)
- Костел святої Катерини (Kościół św. Katarzyny, ul. Kościelna 1)
- Костел святого брата Альберта (Kościół św. Brata Alberta, Nowy Targ-Niwa)
- Костел Матері Божої ангельської (Kościół MB Anielskiej, Nowy Targ-Kowaniec)
- Костел королеви Ядвіги (Kościół Kr. Jadwigi, Nowy Targ-Bór)
- Костел Івана Павла II (Kościół Jana Pawła II, ul. Szaflarska 160)
- Костел святої Анни (Kościół św. Anny)
- Каплиця Матері Божої Королеви горян (Kaplica Matki Boskiej Królowej Gorców, pod Turbaczem)

## Економіка
Новий Торг є комерційним, комунікаційним і промисловим центром Підгалля. Це також важливий центр торгівлі зі Словаччиною. Від початку свого існування місто було пов'язане з торгівлею та ремеслами. Вже в середні віки це був важливий пункт на торговому шляху з Сілезії до Угорщини. Досі діє відомий ярмарок Новий Торг, джерела якого сягають XIII століття, коли Казимир III Великий надав привілей на організацію щорічного ярмарку.
Одну з головних ролей, крім торгівлі та послуг, відіграє промисловість, зокрема шкіряна. За часів Польської Народної Республіки в Новому Торгу працював завод шкіряної промисловості «Podhale», на якому працювало близько 10 000 працівників. Також в місті є багато кушнірських майстерень, де виготовляють знамениті дублянки та інші шкіряні вироби.
Рівень безробіття в повіті Новий Торг можна порівняти з середнім по країні. У липні 2020 року рівень безробіття тут становив 6,5% (розраховане значення для країни за той же період становить 6,1%). На той час у реєстрі Окружного бюро праці в Новому Таргу було 4,5 тис. безробітний.

## Транспорт
У місті розпочинаються і закінчуються воєводські автодороги № 957 Бялка — Яблонка — Новий Торг (Białka — Jabłonka — Nowy Targ) і № 969 Новий Торг — Кросьценко над Дунайцем — Старий Санч, краєва автодорога № 49 Новий Торг — Бялка Татранська — Юргув. Через місто пролягає краєва автодорога № 47 Хабувка — Новий Торг — Закопане.

## Спорт
У місті є хокейний клуб «Подгале» (пол. Podhale), який виступає у чемпіонаті Польської Екстраліги. Домашні ігри команда проводить у Міському льодовому палаці (3,314 глядачів).

## Демографія
Демографічна структура станом на 31 березня 2011 року:
|          | Загалом | Допрацездатний вік | Працездатний вік | Постпрацездатний вік |
| -------- | ------- | ------------------ | ---------------- | -------------------- |
| Чоловіки | 16097   | 3476               | 10945            | 1676                 |
| Жінки    | 17715   | 3262               | 10560            | 3893                 |
| Разом    | 33812   | 6738               | 21505            | 5569                 |

## Відомі люди

### Уродженці
- Бандрівський Володимир Карлович (1892—1949) — правник, журналіст, хормейстер, вчений-історик, мистецтвознавець, дипломат ЗУНР.
- Юліуш Белтовський — скульптор, педагог.
- Децикевич Володимир — український галицький громадсько-політичний та освітній діяч, урядник, дійсний член НТШ, з дружиною переїхав до рідні у місті.[12]
- Анджей Валігурський — польський актор, поет, сатирик, журналіст.
- Павел Лукашка — польський хокеїст та ксьондз.[13]
- Стефан Хованець — польський хокеїст.[14]

### Новоторзькі старости
- Томаш Замойський
- Михайло Казимир Радзивілл (Рибонька)
- Януш Антоній Вишневецький